# Batalha de Asfeld
A Batalha de Asfeld foi travada em 552 entre os lombardos e os gépidas. Os lombardos, liderados pelo rei Audoíno, foram vitoriosos e Torismundo, o filho do rei Torisindo, foi morto na batalha.